# Aphaniotis acutirostris
Aphaniotis acutirostris là một loài thằn lằn trong họ Agamidae. Loài này được Modigliani mô tả khoa học đầu tiên năm 1889.